# Tummà
Tummà è un'antica fiaba del basso ceto barese per descrivere l'origine della folta vegetazione di ulivi nel tavoliere delle Puglie.
Nata nel periodo medioevale sotto la dominazione araba, la leggenda narra l'avventura di un folletto dal naso gigante (simbolo di fertilità) chiamato appunto "Tummà u sgummà" della tribù degli sgummà, che allontanatosi dalla sua casa nel paese dei ladisi (si suppone che la zona sia l'antica stazione di Bari) alla ricerca del tesoro perduto degli "giacomini" (gli arabi), si perse nella arida piana pugliese. Preso dalla disperazione il folletto Trmà iniziò a piangere e grazie al fazzoletto che portava sempre con sé donato dalla fata Dusica (dal dialetto pugliese, meretrice) inondò con il suo pianto la valle e dalle sue pignate nacquero gli ulivi famosi ormai in tutto il mondo.
Recenti ricerche hanno dimostrato che ormai la favola è in disuso, ma alcuni anziani della popolazione barese sono soliti a raccontare ai propri nipoti che nel barese si nasconde ancora "Tummà" e che se si riesce a prenderlo dal naso e a rubargli il fazzoletto si potrà diventare ricchissimi.